# Farine de blé noir de Bretagne
La farine de blé noir de Bretagne ou gwinizh du Breizh (de gwinizh-du (« blé noir ») et Breizh (« Bretagne » en breton)) est un type de farine de sarrasin cultivée sans traitement, stockée et moulue dans l'espace géographique de la Bretagne historique.
La farine de blé noir est une base emblématique de l'alimentation bretonne dès la fin du XVe siècle. Aussi, elle représente un patrimoine culturel immatériel et matériel de la Bretagne. Patrimoine secondaire souvent oublié, il couvre cinq siècles de pratiques du quotidien du XVIe siècle au XXe siècle, autant par la culture et la récolte du blé noir chez le paysan breton, que la confection de coffre à grain traditionnel par l’artisan menuisier breton itinérant se déplaçant de ferme en ferme, que par la mouture du grain chez le meunier dans son moulin à eau, à vent, à marée ou dans chaque foyer par des petits moulins à bras, que par la conception de plats typiquement régionaux, traditionnellement consommés au quotidien dans les campagnes bretonnes.
Elle est plus colorée et plus parfumée avec un goût prononcé ; facteurs liés à la finesse de l'enveloppe de sa graine produite dans son terroir et à la sélection historique de sa variété au rendement certes moindre mais de meilleur qualité que l'importation, ainsi qu'à sa tradition meunière pratiquant un assemblage subtil de moutures successives. Cette tradition meunière se perpétue depuis 1650 pour la plus ancienne minoterie sur une trentaine en activité en Bretagne en 2009.
Sa réputation liée à sa qualité traditionnelle et au savoir-faire historique pour sa production en Bretagne lui permet de bénéficier d'une indication géographique protégée (IGP) depuis 2010. Ainsi, la Bretagne est la seule en Europe et dans le monde à posséder une IGP pour le blé noir. Cette exigence de qualité de production sans pesticides en fait aussi un partenaire pour l'obtention d'un miel de blé noir de Bretagne de haute qualité ; un miel historiquement associé à la culture traditionnelle du blé noir en Bretagne,.

## Patrimoine culturel breton

### Tradition paysanne
Plante fragile, sensible au gel et au vent, poussant malgré tout dans toutes terres, le blé noir prospère sur les sols les plus pauvres et acides, mais aux conditions climatiques favorables ; comme l'est le sol du massif armoricain alors propice à la culture du blé noir.
Pour minimiser les risques de mauvais rendements liés aux fins de printemps et débuts d'automne capricieux, la culture s'effectue traditionnellement entre la Saint-Jean (le 23 juin) et la Saint-Pierre (le 29 juin) pour une moisson à la Saint-Michel (le 29 septembre),.
Pour le paysan breton, la culture vivrière de blé noir arrive après une jachère. À la suite d'un labour peu profond sur un sol peu riche, cette stratégie lui permet en peu de temps, 100 jours - d'où son surnom de plante des 100 jours - de produire sans fertilisation supplémentaire un grain de qualité, sans épuiser une terre déjà pauvre et sans travail excessif de cette terre.
Cette première sole de blé noir - un des piliers du système agraire breton dès le XVIe siècle - lui permet ensuite d’effectuer une culture d'hiver de seigle ou de blé tendre. Ce placement du blé noir en début de cycle de culture n'est pas le fruit du hasard, mais de l'observation par le paysan breton de la capacité nettoyante et peu exigeante de cette plante à tout faire. Ce savoir-faire éprouvé durant 5 siècles permet d'éviter aussi bien des famines et de nourrir toute la population, en particulier les plus pauvres. En outre, cette culture sans labour supplémentaire permet aux nombreux petits paysans bretons, ne possédant pas d'animal de trait, de bénéficier de ce progrès de récolte d’autoconsommation,.

### Tradition communautaire
La récolte du blé noir s’effectue à la rosée du matin, à la faucille plutôt qu'à la faux, pour éviter l'égrainage au champ. Vient alors le temps du séchage en andain. Puis, le battage des tiges séchées s’effectue au fléau afin de séparer le grain entier de la tige. Ensuite, vient le temps de séparation plus fin de la balle du grain. L'ambleudadeg ed du (« foulage en commun du blé noir ») est une danse de travail traditionnelle et une fête paysanne pour cette occasion. Elle s'effectue pieds nus et permet d'ôter la terre et la cosse brunâtre entourant le grain donnant un goût amer à la farine. La fest al leur nevez (« danse de l'aire neuve »), une autre danse traditionnelle communautaire en Basse-Bretagne, permet de préparer et de réparer avec de l'argile l'aire de foulage.

Le grain ainsi séparé de sa cosse, pour bénéficier encore d'une qualité optimum de conservation et de consommation, est alors prêt à être vanné ou nettoyé des petites pierres, fleurs sèches, terre et cosses indésirables pour être remisé au sec. 

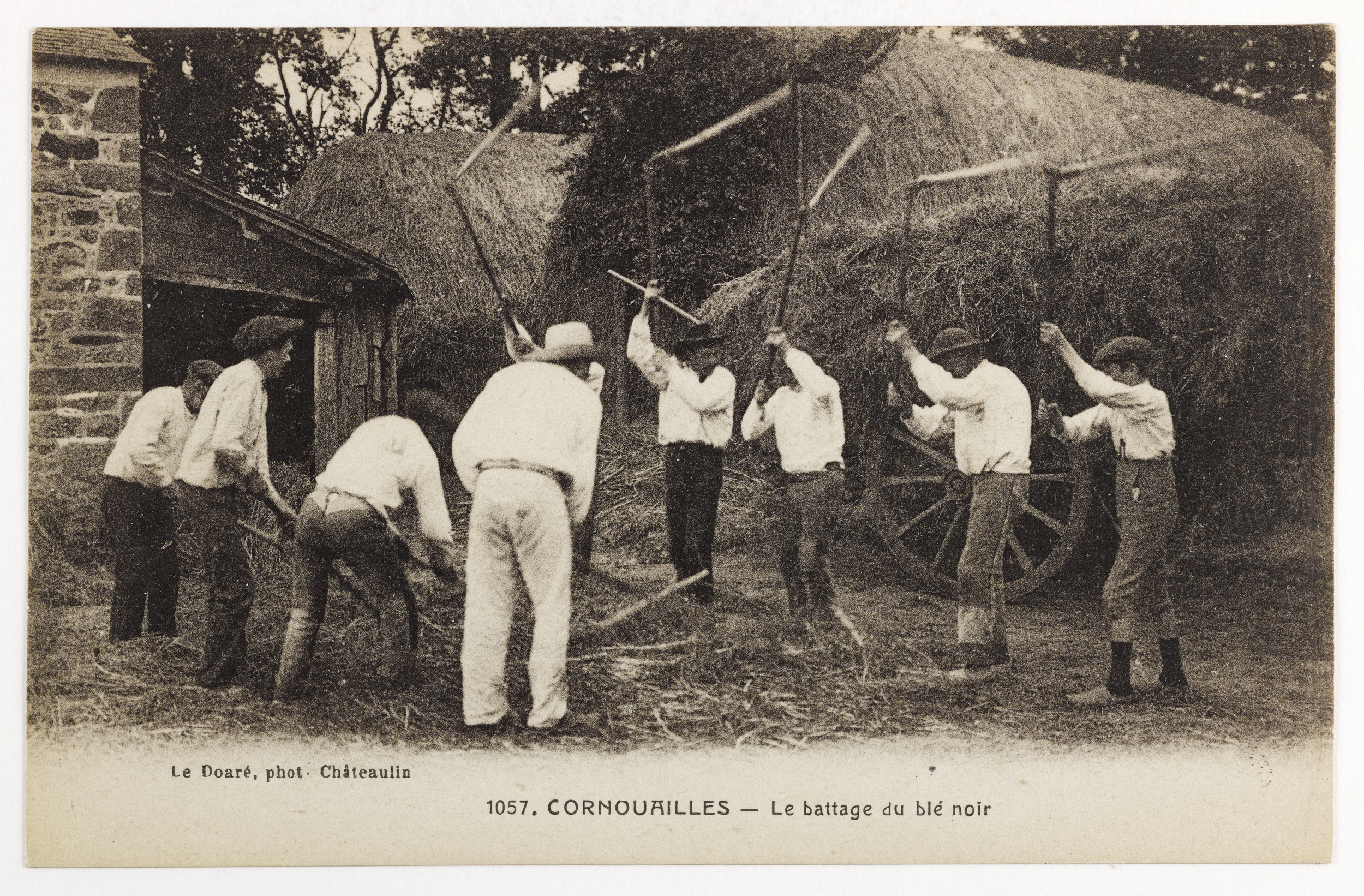
Le battage du blé noir au fléau en Cornouaille vers 1920
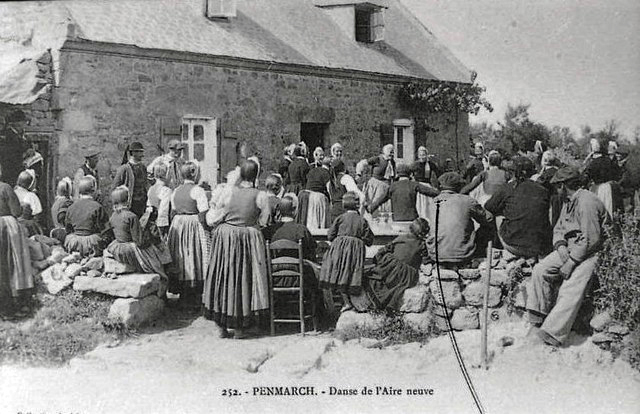
La fest al leur nevez ou danse de l'aire neuve permet de préparer l'aire de battage.
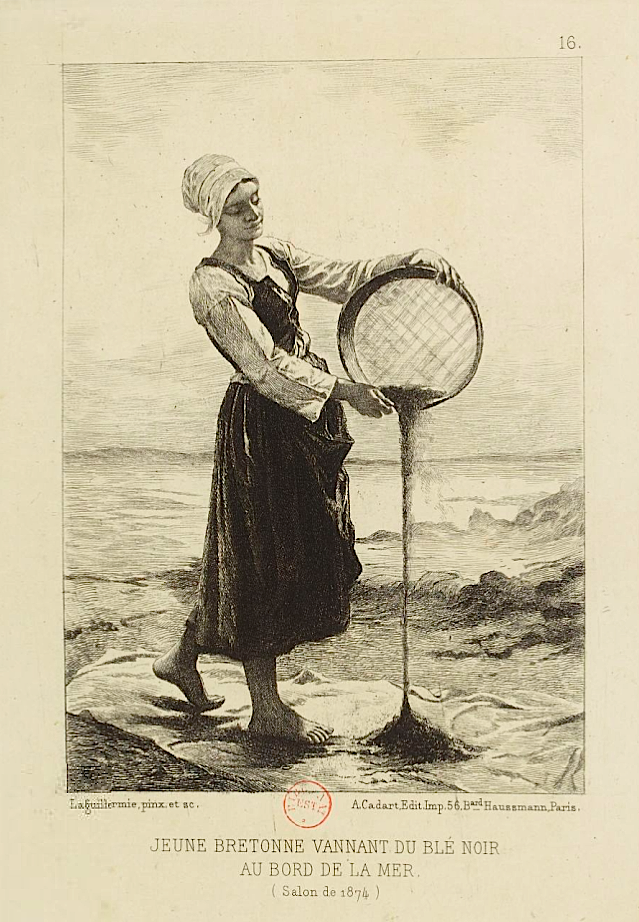
Jeune bretonne vannant du blé noir au bord de mer - 1874 - Gravure d'Auguste Laguillermie

### Tradition d'art paysan

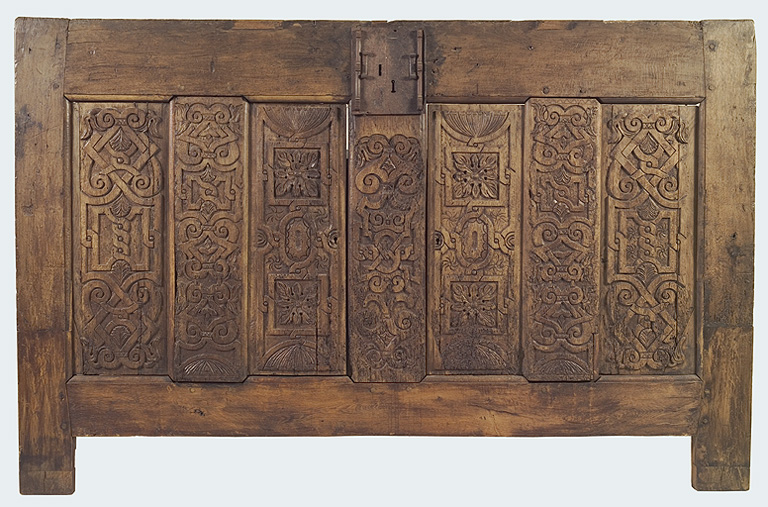
Face avant d'un coffre à grains (Grimoliou en breton) - XVII - Musée de Bretagne

Dès le XVIe siècle, avec la fin des guerres et le retour d'une certaine abondance, la récolte de blé noir est conservée précieusement au foyer, dans un coffre à grain traditionnel au couvercle principalement bombé. Le grimoliu (« coffre à grain ») est le plus ancien des meubles bretons. C'est un mobilier utilitaire en chêne, éventuellement en châtaignier, rustique et robuste, central et monumental d'environ 2 m de long sur 1,50 m de haut et 0,80 m de profondeur, avec un nombre d'or pour des proportions harmonieuses souvent respectées,.
Le Grimoliou est richement décoré et se retrouve dans la pièce principale des fermes bretonnes. Doté de deux charnières et d'une grosse serrure en fer forgé de style gothique, il est le coffre-fort de la réserve précieuse qui met à l’abri du besoin en cas de mauvaise récolte, mais aussi des rongeurs et des voleurs, au vu du poids et de la taille du meuble. Le meuble est fabriqué directement à la ferme, selon les goûts stylisés du paysan qui loge et nourri l’artisan menuisier itinérant, à qui il confie son bois d’œuvre sans aubier pour la confection de son coffre à grain traditionnel.

### Tradition meunière
En Bretagne, nombres de solutions technologiques de mouture du blé noir pour la collectivité s'effectuent normalement au moulin banal. Ce moulin seigneurial est la principale banalité et le droit seigneurial permet alors d'entretenir le moulin pour la collectivité grâce au prélèvement de taxes sur la mouture ; taxes pouvant aller du 1/16 au 1/8 du bénéfice.

Dans les pays de l'intérieur, c'est principalement au moulin à eau que les paysans font moudre leur blé noir. En revanche, sur le pourtour littoral et sur les îles, la mouture s'effectue au moulin à vent, ou au moulin à marée alors nombreux dès le XIIe siècle,. Seul, le moulin de la Fatigue situé à vitré fondé en 1870, fonctionne alors à traction animale, et moud encore le blé noir au XXIe siècle, après une adaptation à la vapeur puis un transfert en ville avec une adaptation à l'électricité vers 1900.

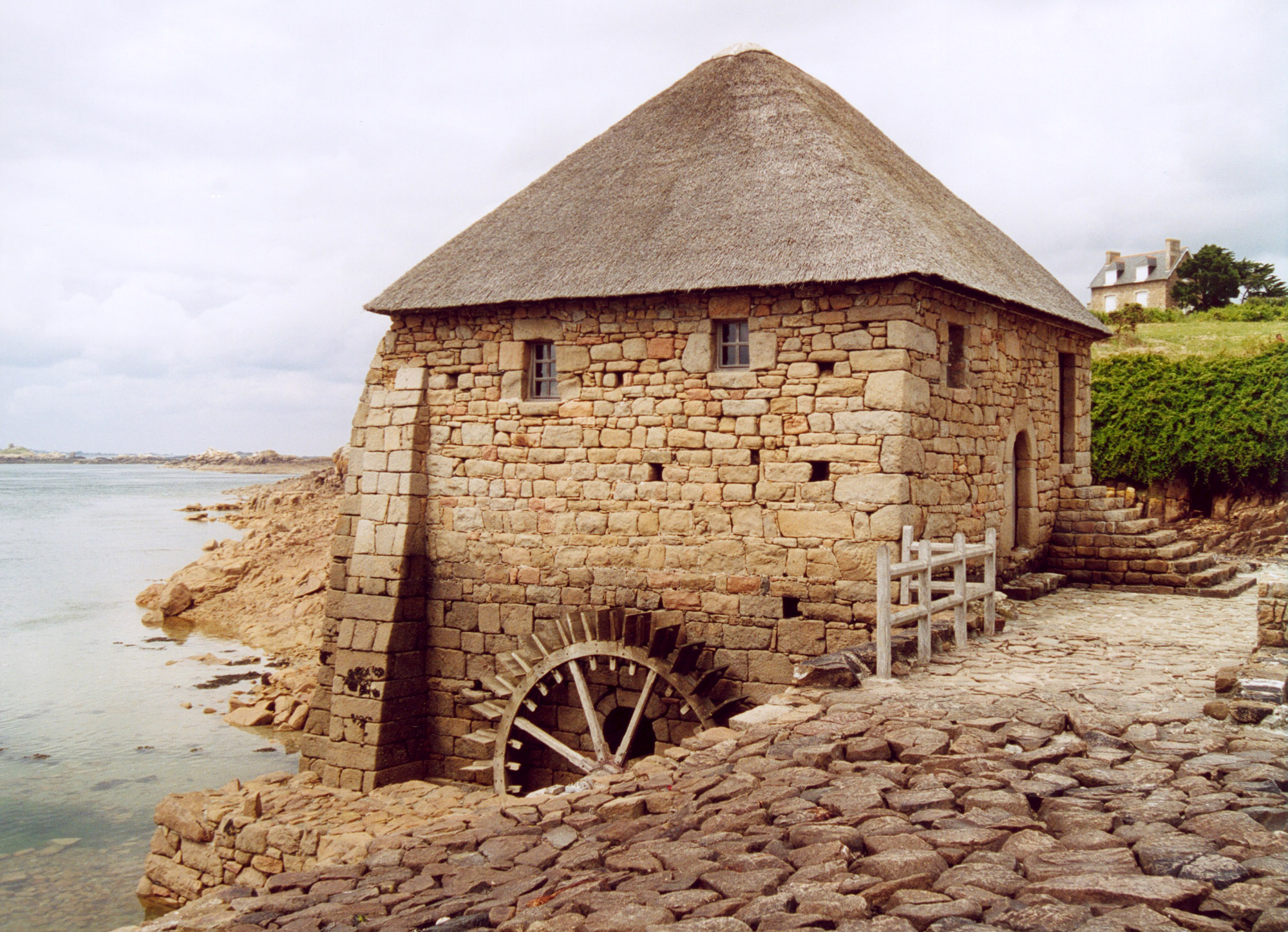
Le Moulin à marée du Birlot de 1632 situé sur l'île de Bréhat moud à nouveau, depuis l'année 2000, du blé noir de juin à septembre, avant un hivernage de la meule[22].
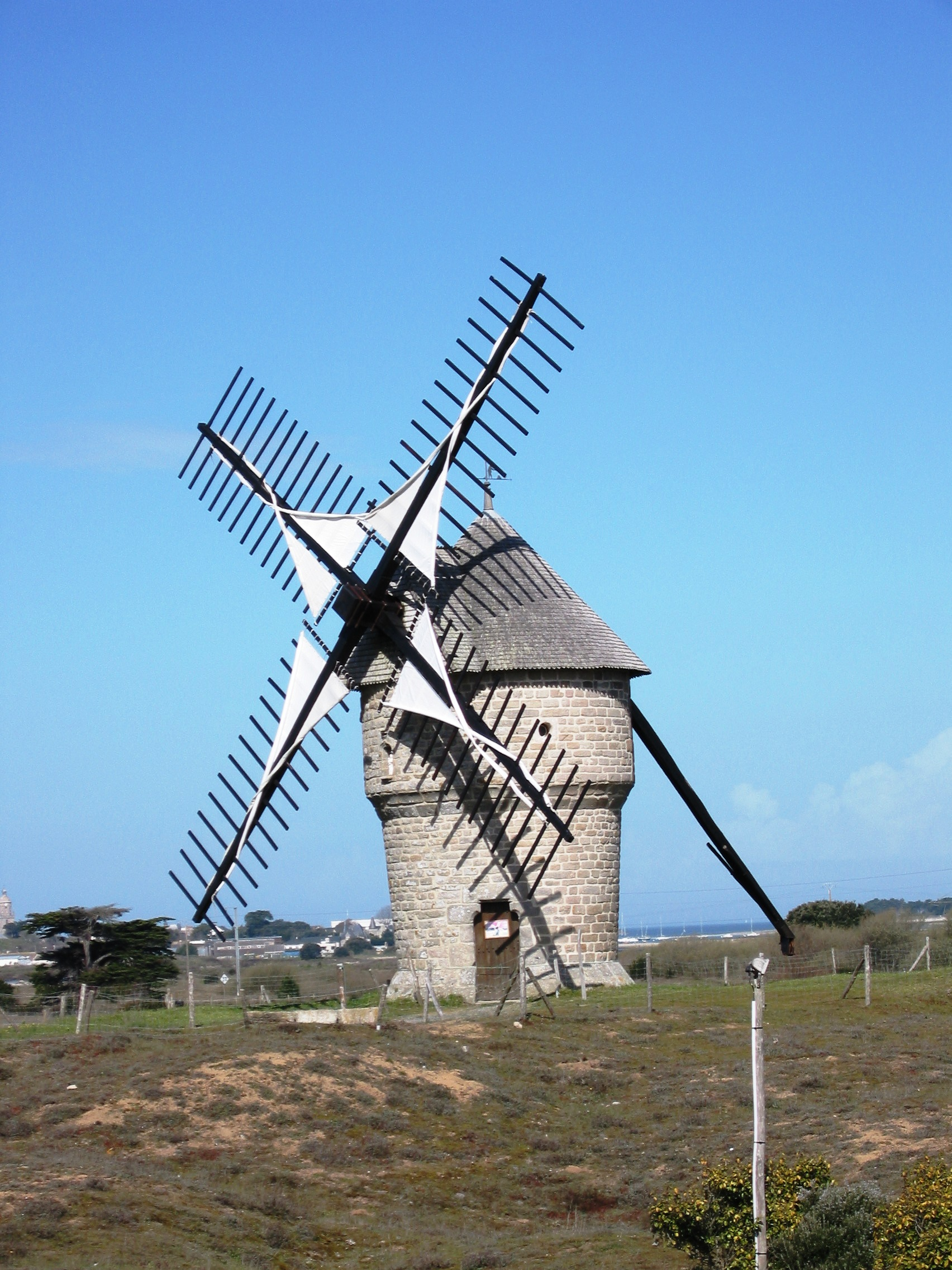
Le Moulin à vent de la falaise de Batz-sur-Mer est en activité au XXIe siècle, et reste spécialisé dans la mouture de blé noir bio[23].
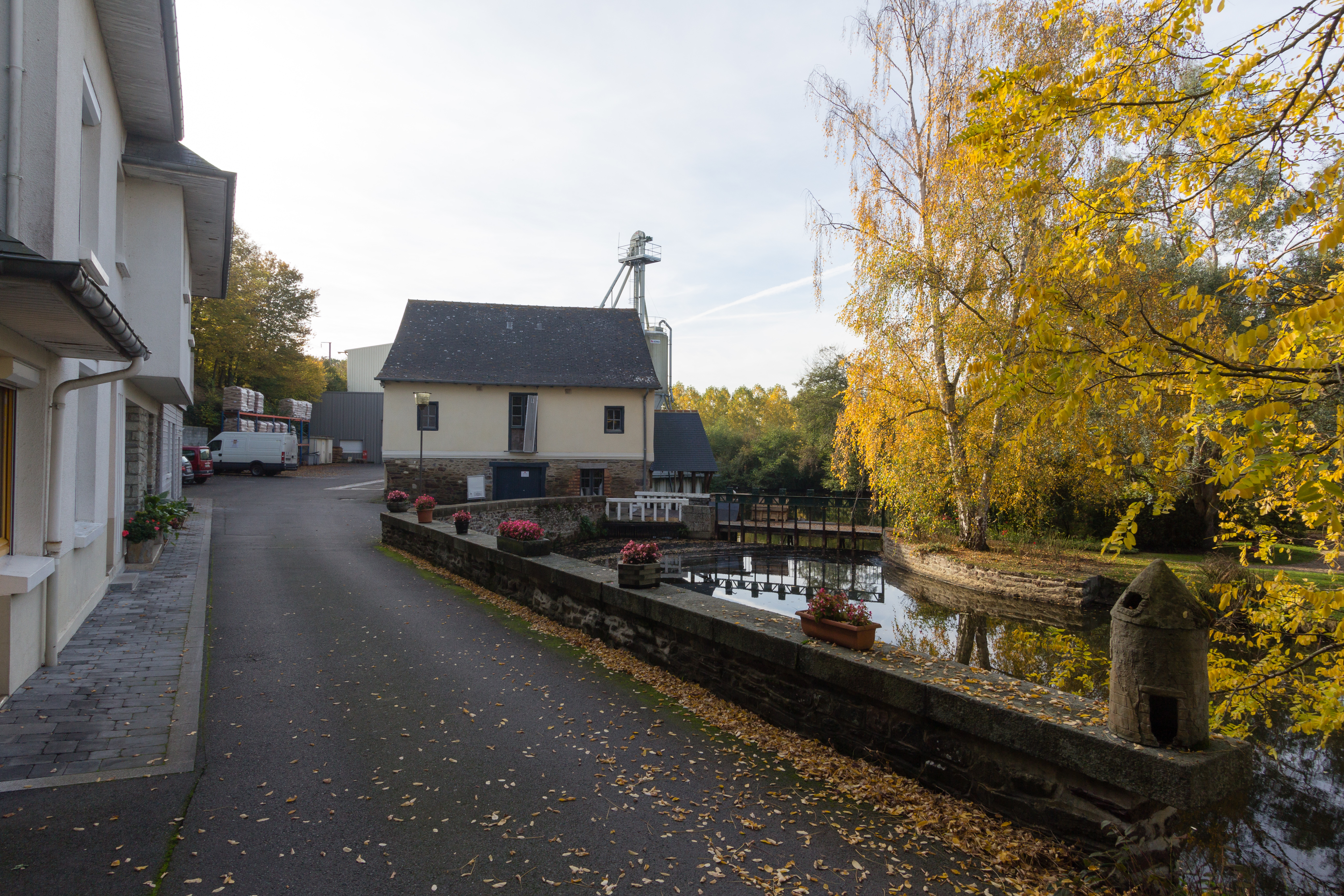
Depuis 1923, le moulin à eau de Charbonnière, situé à Saint-Grégoire près de Rennes, est spécialisé en farine de blé noir IGP et bio
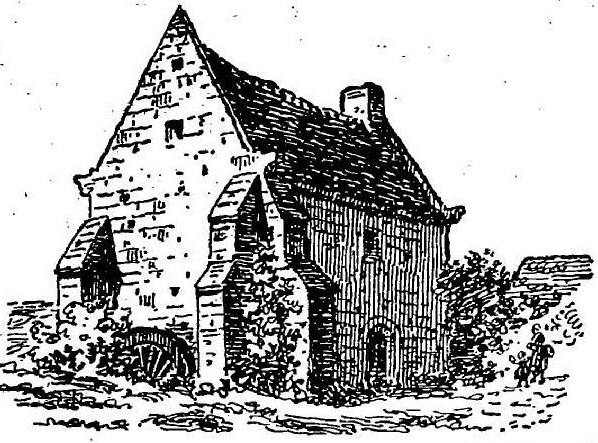
Le robuste moulin à eau de Kerlan du XVIIe siècle situé à Sibiril, classé monument historique en 1968, a moulu du blé noir jusqu'en 1905[24].

#### L'assemblage du blé noir
Aussi, le grain de blé noir est délicat à moudre et les réglages de la meule sont différents et plus délicats que pour les autres céréales. Un échauffement du grain sur la meule de pierre est néfaste pour la qualité et la conservation de cette farine de blé noir. Elle est aussi une histoire ancestrale d'assemblage subtil qui demande toute l'attention et savoir-faire du meunier breton.
Dans un premier temps, un nettoyage préalable de la récolte par le tireur, l’épierreur puis les brosses à poussières est indispensable. De la première mouture, tamisée par la bluterie, sort le cœur du blé noir nommé les blancs. Dans un second temps s'effectue la seconde mouture qui tamisée à nouveau donne le blanc-gris. Est alors assemblé les blancs et blanc-gris pour donner enfin la farine de blé noir emblématique. Plus de deux moutures successives peuvent être opérées, jusqu'à six, toujours assemblées - blancs, blanc-gris et gris - selon le choix du meunier afin de définir le caractère propre, la signature de sa farine de blé noir de Bretagne, reconnaissable à son goût, à sa texture mais aussi à sa couleur plus ou moins pigmentée, plus ou moins foncée,.

### Tradition de mouture domestique
Découvert en 1911, la meule en granite de Trégomar est peut-être le plus ancien moulin domestique à bras breton. Celui-ci aurait servi pour la mouture domestique du blé noir.
En haute-Bretagne en particulier, dès le XVIIIe siècle, la tradition se veut de moudre le blé noir à la demande, souvent quotidienne, au sein du foyer à l'aide de petits moulins à bras domestiques de fabrication artisanale, nommés aussi moulins celtiques, ; une façon de bénéficier d'une farine toujours de qualité optimum et d'échapper aux taxes de minoterie,. Son utilisation au foyer est pourtant interdite par le parlement de Bretagne en 1774, par un arrêt justifiant son usage préjudiciable à la noblesse, mais reste malgré tout autorisé et soumis à l'autorisation expresse du seigneur. Après la révolution, il n'est plus nécessaire de demander l'autorisation de moudre le blé noir au foyer.
L'utilisation de deux types de moulins à bras en bois reste très répandue dans les foyers bretons jusqu’au milieu du XXe siècle,. Ces deux moulins domestiques à bras sont composés de meules en bois, dont dormants et tournants possèdent des dents en acier insérées afin d'écraser efficacement le grain.

#### La Charmante
Le plus gros moulin à bras - nommé charmante - se retrouve dans la salle principale de vie. C'est un moulin constitué de deux sections d'un tronc d'orme. La meule dormante horizontale est fixée sur un trépied et la meule mobile posée sur le dessus. Cette dernière est percée au centre afin d'y introduire les grains de blé noir à moudre à la demande, et dotée d'une manivelle sur le côté pour sa rotation.

Moulin à bras à blé noir à rotation horizontale dit Charmante
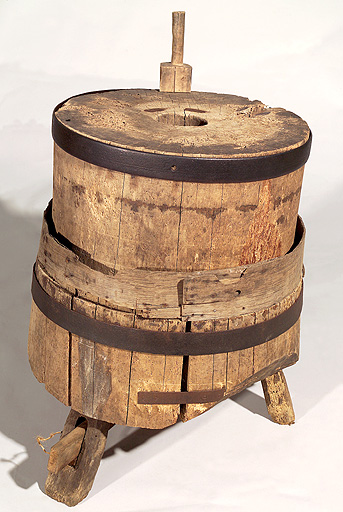
Moulin à bras à blé noir dit Charmante en position d'utilisation.
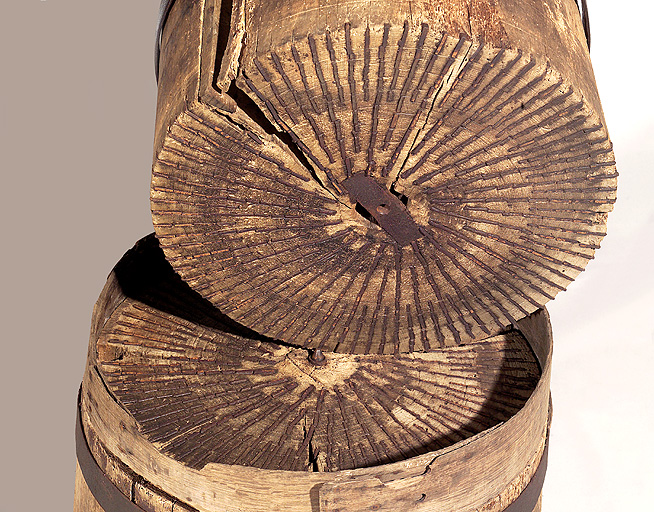
Charmante en position ouverte montre les lames en acier insérées dans chaque meules en bois.

#### Le moulin domestique à bras compact
Le plus petit moulin à bras, plus moderne et plus compact se retrouve au grenier, fixé sur un chevron vertical. Il est doté de meules coniques en bois de hêtre, où est inséré dans chacune d'elles des dents métalliques. La manivelle escamotable est solidaire de la meule intérieure mobile. Une vis latérale centrale en bois permet d'éloigner ou de rapprocher les deux meules pour un réglage de mouture plus ou moins fine avant d'effectuer le tamisage.

Petit moulin à bras à blé noir compact vertical
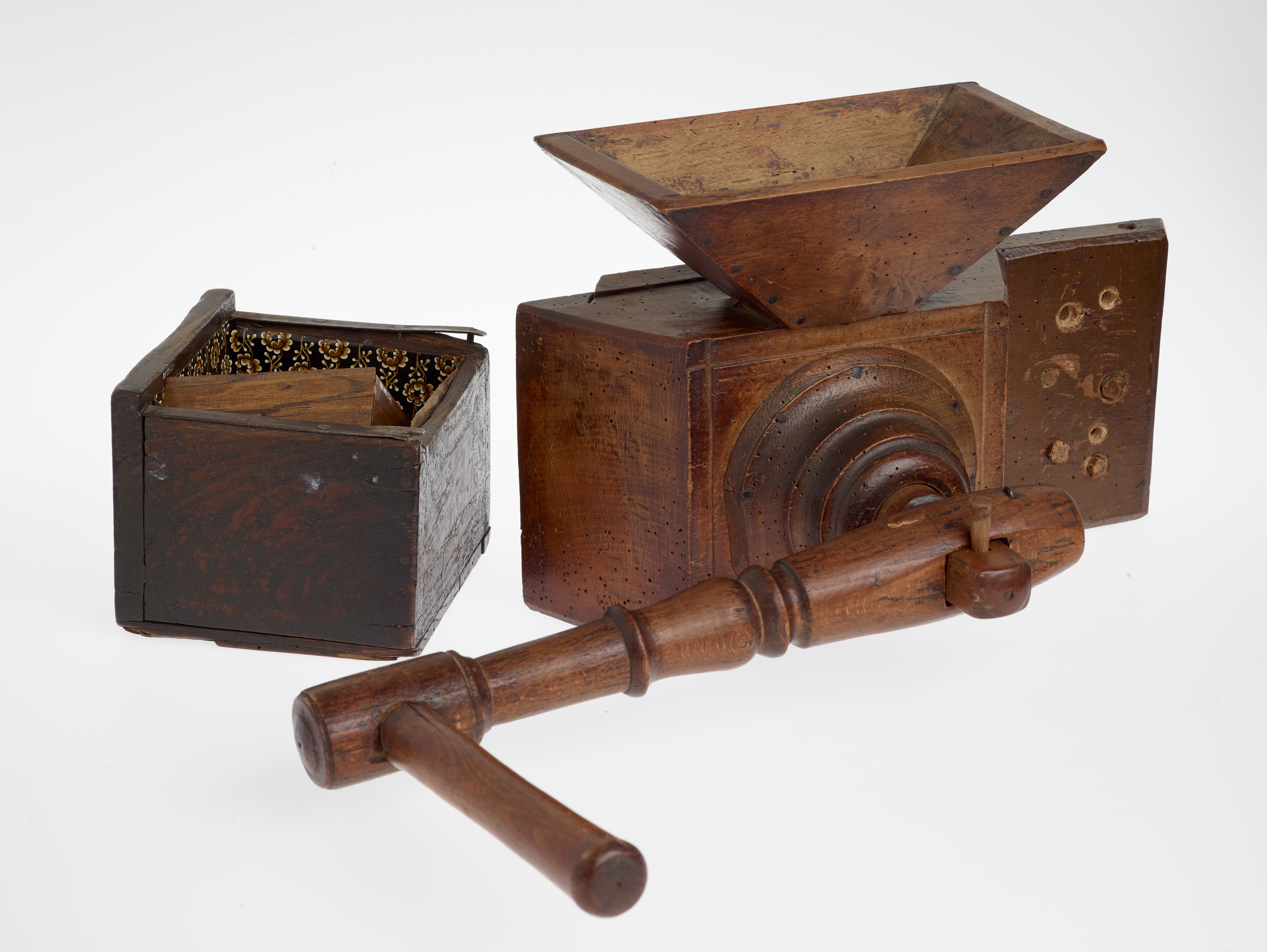
Petit moulin à bras à blé noir a trémie fixe sur le dessus et tiroir mobile à glissière se positionnant sous le moulin pour récupérer la mouture.
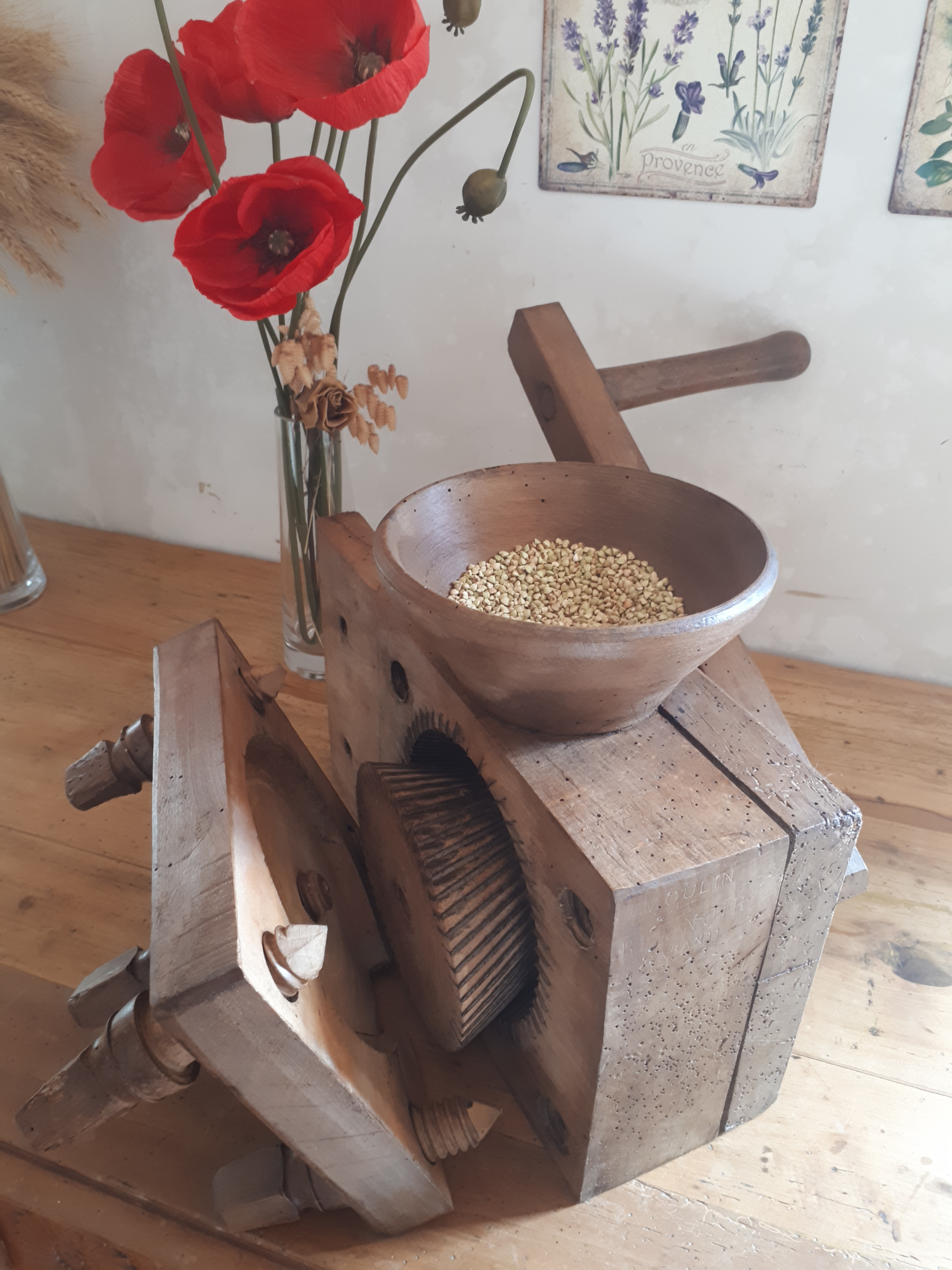
Petit moulin à bras à blé noir ouvert. On distingue les meules coniques, les vis en bois de fermeture et celle de réglage de mouture.

### Traditions alimentaires

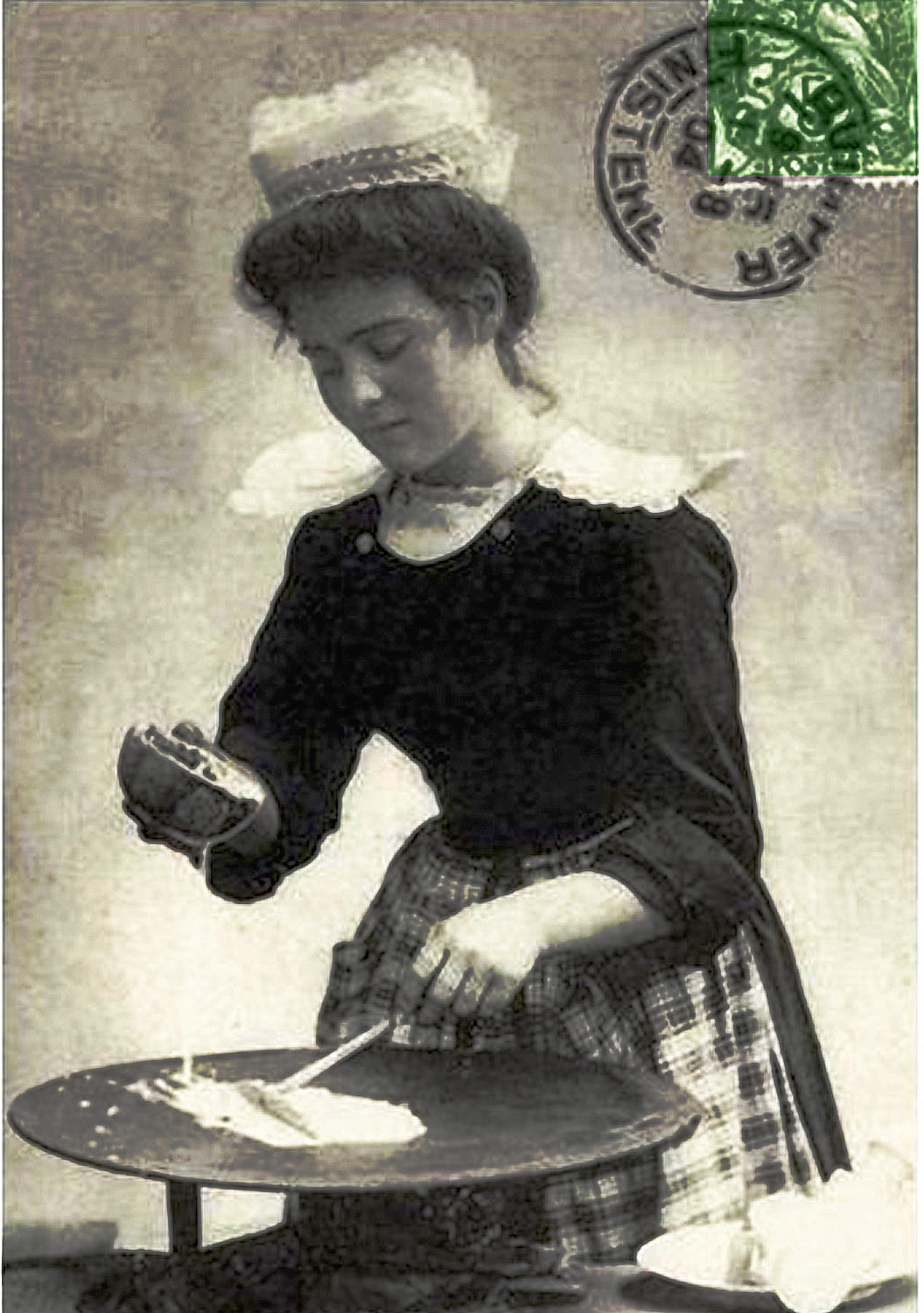
La galette ou crêpe de blé noir ; une tradition forte du quotidien historique de la Bretagne - Carte postale de 1900

L'utilisation de la farine de blé noir - farine non panifiable - se décline historiquement au quotidien en Bretagne sous forme de galettes ou de crêpes, à la cuisson plus croustillante (kraz) ou plus souples (soupic), de bouilles ou de fars lorsque la farine est trempées dans un bouillon.

#### Crêpesdans la partie Ouest
En Basse-Bretagne, La farine de blé noir est utilisée pour la confection des crêpes nommées krampouezh gwinizh-du (de krampouezh (« terme général de crêpe ») et gwinizh-du (« blé noir » en breton)) ; une crêpe principalement salée, avec un peu de farine de froment et éventuellement du lait. Les crêpes de blé noir mélangé au froment bénéficient d'un goût adouci, moins typé et plus souple que la galette pur blé noir. La première crêpe, souvent mal formée, est alors nommée krampouezh ar c'hi (« la crêpe du chien ») et la petite dernière krampouezh ar hazh (« la crêpe du chat »),.
On l'utilise aussi plus localement dans le Pays de Léon pour son utilisation dans le kig-ha-farz, où la farine de blé noir est mise dans une vieille manche de chemise ou un sac de toile, puis trempée dans le bouillon d'une soupe au lard ou d'un pot-au-feu.

#### Galettesdans la partie Est

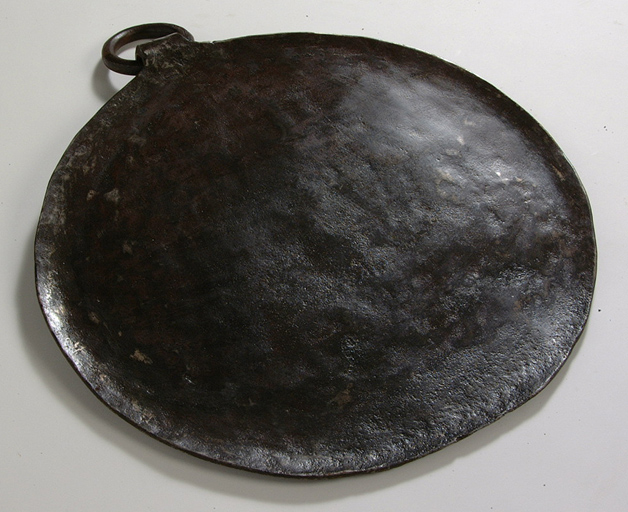
Plaque en fonte utilisée pour la cuisson des galettes de blé noir - XIX - Musée de Bretagne

En Haute-Bretagne, on différencie la farine de froment dont on fait des crêpes et la farine de blé noir alors utilisée pour la confection de galetez (« galettes »)). La galette est alors faite simplement de farine de blé noir, de sel et d'eau. Sa cuisson s'effectue sur une plaque en fonte circulaire posée sur un trépied (billig ou ung galtouer) ; une pratique qui apparaît dans les écrits dès 1588. Le trépied est posé dans la cheminée où on utilise en combustible de préférence des aiguilles de pin. La farine se décline aussi en bouillie nommée groux où cette bouillie de blé noir concurrence alors la bouillie d'avoine.

### Tradition mellifère

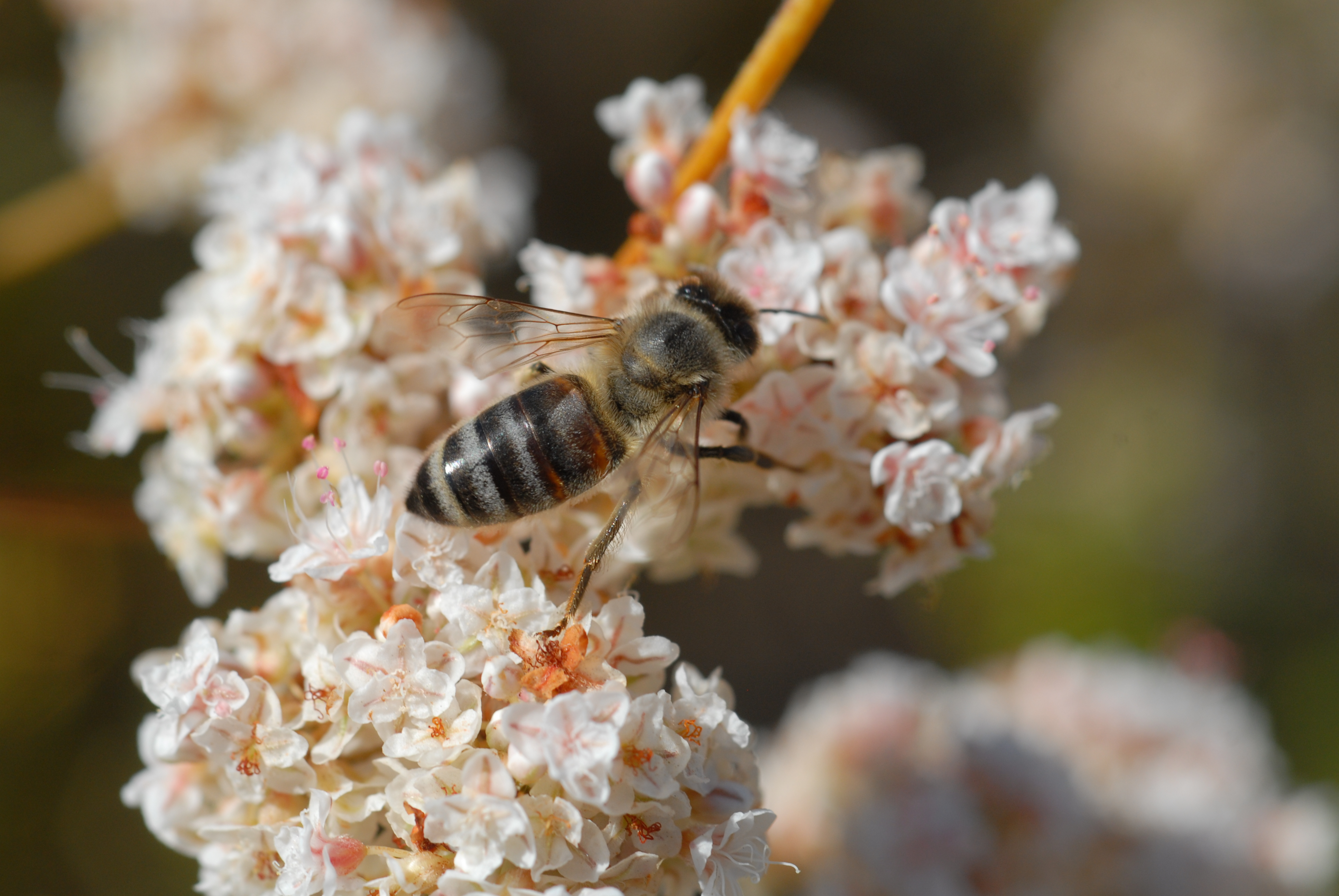
Pollinisation et récupération de nectar de fleurs de blé noir par une abeille

Le blé noir est une plante à fleurs. Associé à sa forte capacité mellifère sur 50 jours, le blé noir est un allié pour nourrir les insectes pollinisateurs et pour la production de miel de blé noir de haute qualité. Jusqu'en 1950, chaque ferme bretonne possède une ou plusieurs ruches pour la production de miel, alors seule production de sucre pour l'alimentation et la préparation de médicaments. Ce miel abondant, de 25 à 50 kg voire plus par hectare ou 100 kg par ruche et par an, sert aussi, pour son excédant, à la revente et l'exportation dans le pays ou aide à payer les fermages.
Les abeilles noires étant les pollinisateurs les plus assidus, leurs ruches sont disposées proches des parcelles de blé noir, de 2 à 3 par hectare, et permettent ainsi de sécuriser et d'augmenter le rendement. Grâce à cette floraison abondante et étalée, les miellées sont plus importantes par rapport aux autres plantes mellifères. Aussi, la période mellifère du blé noir permet aux abeilles une transition plus douce vers l'hiver.
Cette relation symbiotique, d'intérêts mutuels, confère à chacun un atout économique certain, assurant aussi à préserver la biodiversité, et ce, grâce à une culture ne nécessitant aucun traitement. Malgré tout, la floraison très échelonnée du blé noir est un inconvénient pour la récolte à maturité d'un maximum de grains mûrs et affecte le rendement et sa fluctuation ; ce qui lui vaut en partie d'être délaissé au XIXe siècle au profit de cultures plus rentables et autogames. Le presque abandon de la production de blé noir a failli faire disparaître avec elle la filière traditionnelle de ce miel de blé noir de Bretagne, ; un miel de caractère aux nombreux bienfaits pour la santé,,.

### Le blé noir breton vu par les artistes
Symbole de la Bretagne, le blé noir, sa fleur blanche-rosé, sa feuille en formes de cœur et ses moissons colorées par ses tiges rougeoyantes font l'objet de chansons et de peintures. 

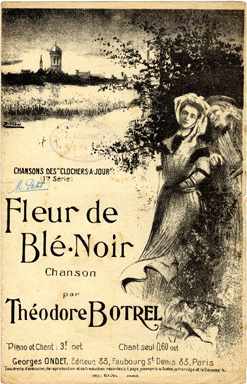
Fleur de Blé Noir - 1909 - Chanson de Théodore Botrel.
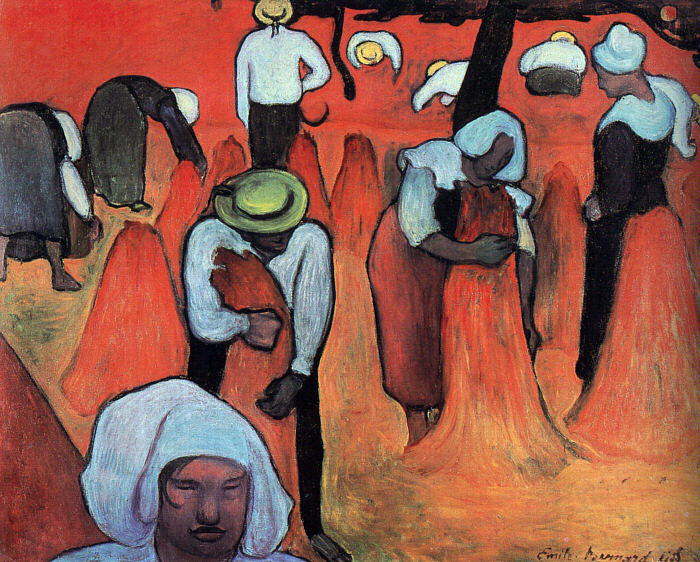
Le Blé noir - 1888 - Émile Bernard
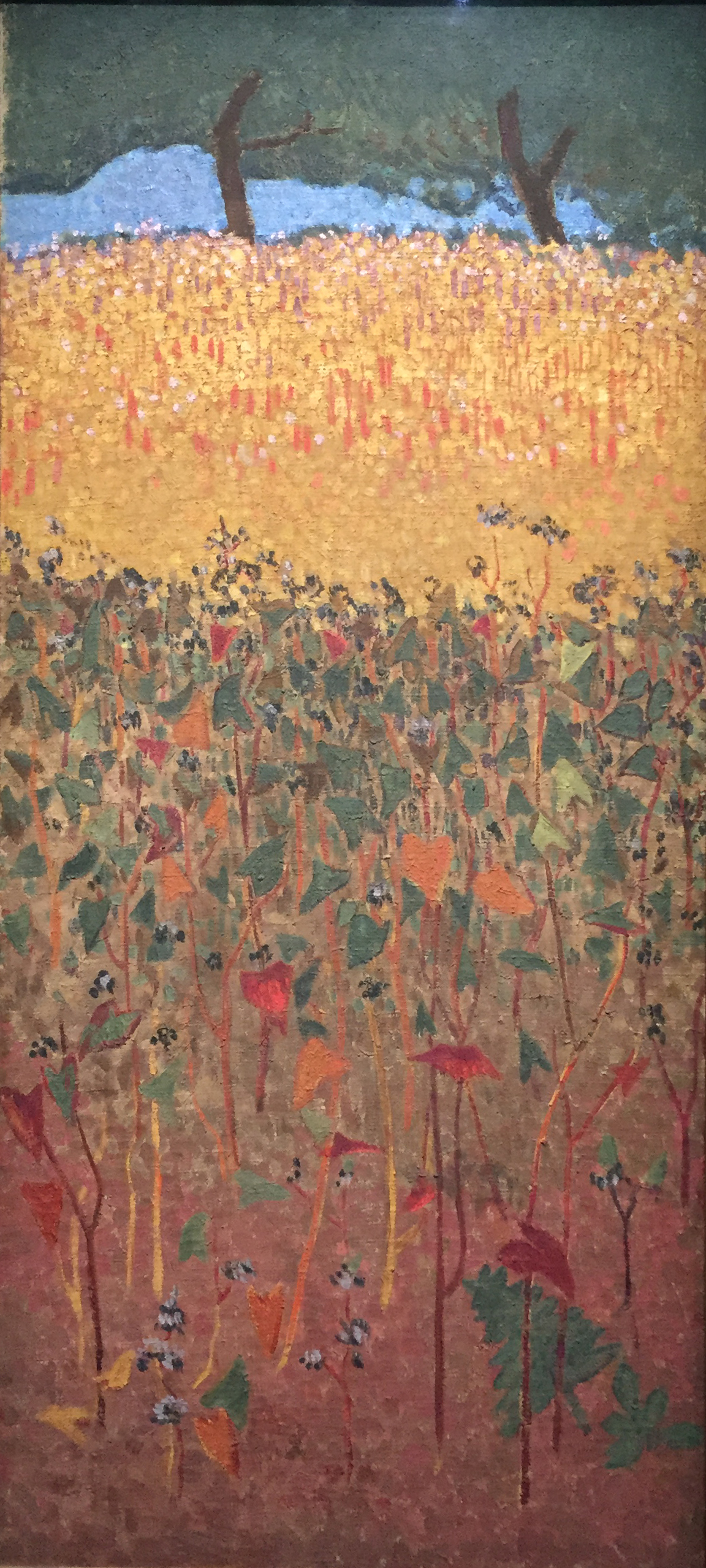
Le Champ de blé d'or et de sarrasin -1900 - Paul Serusier.
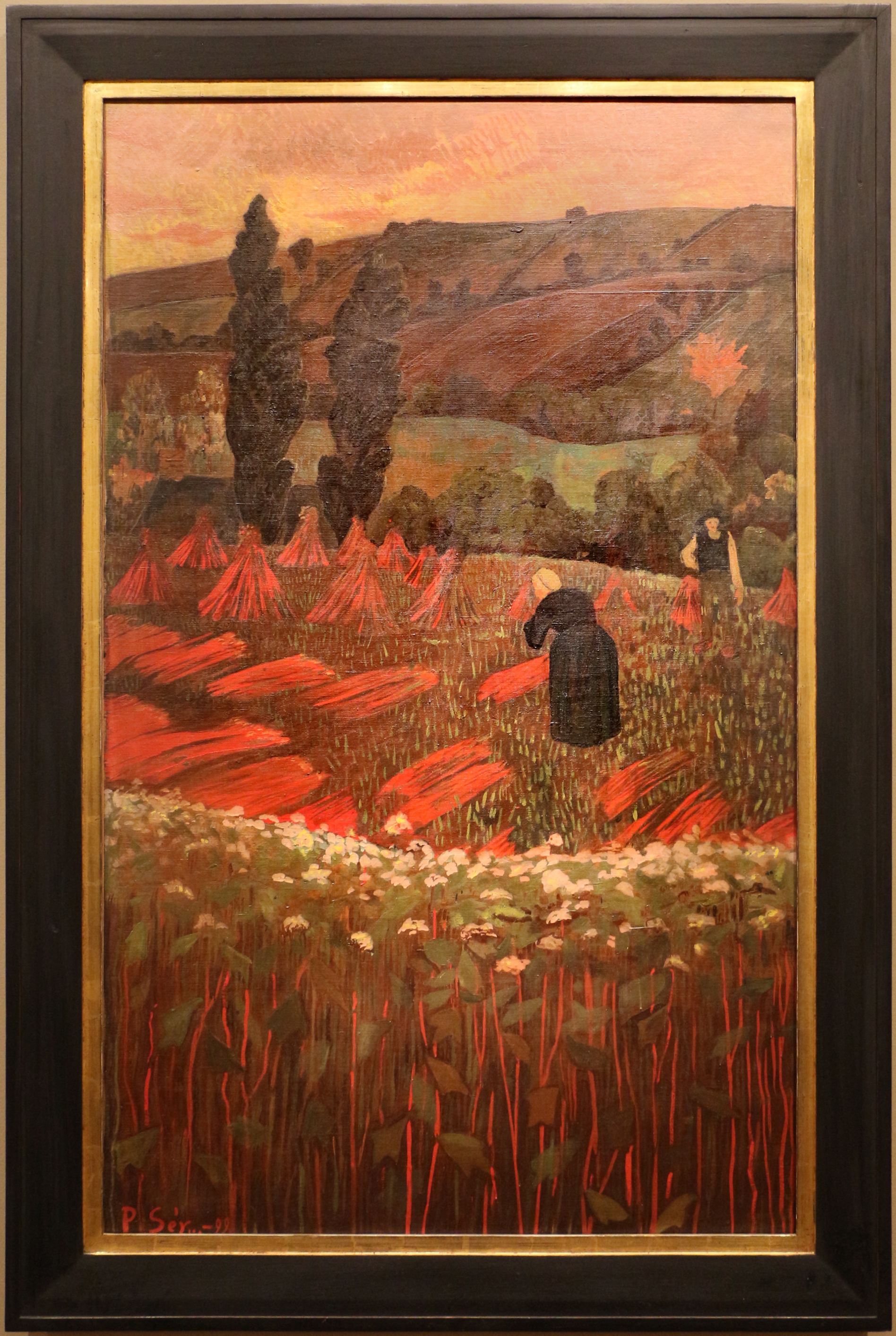
La moisson du blé noir - 1899 - Paul sérusier.
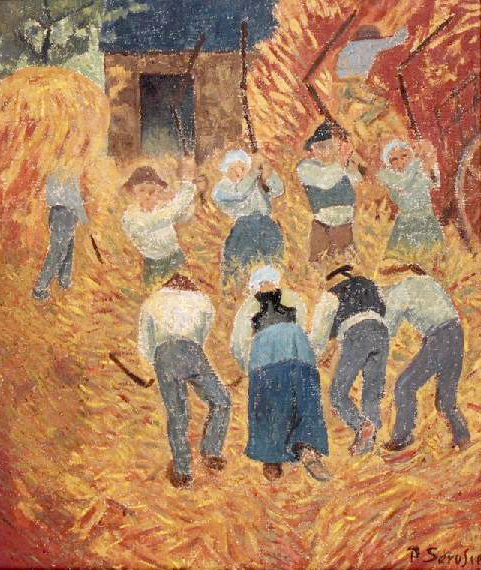
Les batteurs de blé noir - 1919 - Paul Serusier.

## Histoire

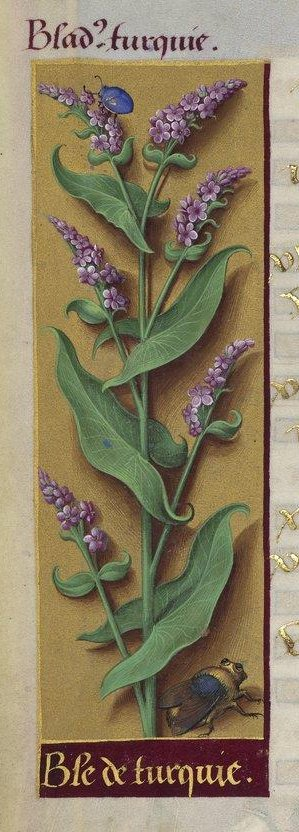
Blé de Turquie, nom donné au blé noir en 1505 dans les Grandes heures d'Anne de Bretagne.

### Origine
L'analyse récente des pollens attestent d'une première introduction en Bretagne dans la période préhistorique mais sa relation avec l'agriculture n'est pas défini. Introduction présumée pour sa culture au XVe siècle, le blé noir est fait mention écrite dans un acte breton en 1497,. La Peste noire, la Guerre de Cents Ans et la Guerre de Succession de Bretagne, associées aux famines engendrées créent une perte démographique dans toute la Bretagne à la fin du XVe siècle. Une nouvelle expansion de population reprend dès le XIVe siècle, qu'il faut nourrir. Son intégration dans les cultures existantes, tels l'avoine rude, le seigle et plus modestement le froment, l'orge et le millet, s’effectue entre 1450 et 1550 dans le Massif armoricain. Aussi, sa vigueur lui permet de nettoyer naturellement la parcelle, et d’économiser bien du labeur au paysan breton. Pauvre en besoin de culture, piégeant les nitrates du sol, le blé noir permet aussi d'améliorer le sol pour la culture suivante.

### Prospérité et innovation
Le blé noir devient alors la principale culture alimentaire en Bretagne à partir du XVIIe siècle jusqu'au XIXe siècle, et participe aussi à l’alimentation des animaux. Son goût préféré vient aussi d'une nécessité créant une habitude et une pratique culinaire quotidienne adaptée avec le temps.
Outre le bénéfice de sa récolte, sa culture décalée et son insertion dans la saison par rapport aux autres cultures vivrières permet de remplacer, éventuellement au pied levé, une destruction d'autres cultures. Le blé noir est alors l'un des piliers du système agraire et permet de résister plus facilement aux famines,.

Ses atouts de culture sont alors nombreux. Exempt de maladie, contrairement aux autres céréales, avec un aussi bon rendement en farine, le blé noir est utilisé en particulier dans la stratégie d'un assolement triennal. Traditionnellement, la sole de jachère, point de départ d'un nouveau cycle cultural, est conservée seule jusqu'au XVIIe siècle. Ensuite, la culture du blé noir est insérée en fin de la sole de jachère et la fait presque disparaître. La culture du blé noir devient alors la tête d'assolement, point de départ d'un nouveau cycle cultural, pour un double bénéfice de récolte de blé noir et de bénéfice pour les cultures suivantes. Les simples travaux de jachère ne sont pas effectués pour la culture du blé noir mais pour remettre en culture des parcelles restées au repos, en friche - et non en jachère - durant 3,6 ou 9 ans, selon les temps nécessaires de repos de ces espaces considérés incultes et improductifs.

« En Bretagne, le sarrasin, plante étouffante par excellence, a permis l'abandon de la jachère dès le XVIIe siècle probablement. Semé sur le premier labour de mai, il laisse en septembre, à sa récolte, des terres aussi nettes que si elles avaient été binées et rebinées avec soin dans l'intervalle. Mais la Bretagne était comme une région trop arriérée pour être citée en exemple, même s'il s'avère qu'on y avait appliqué avec deux siècles d'avance la recette favorite des agronomes. »

— Pierre Morlon et François Sigaut,  La troublante histoire de la jachère: pratiques des cultivateurs, concepts de lettrés et enjeux sociaux, Éditions Quae, 2008

### Déclin
En 1835, la consommation bretonne de blé noir est pourtant cinq fois plus importante que le reste du pays avec une production bretonne à son apogée sur 370 000 hectares. Malgré tout, les révolutions agricoles du XIXe siècle et XXe siècle avec l'arrivée de la culture de la pomme de terre mettent à mal sa culture qui décline ; avec rien qu'au XIXe siècle une population paysanne qui passe des trois quarts à moins de la moitié de l'ensemble de la population paysanne française.
Aussi, dès le XIXe siècle, l'engrais minéral et l'amendement calcaire, associés à l'arrivée du rail et au développement des routes de communication, les rendent plus facilement disponibles et moins chers. Les cultures plus nécessiteuses de fertilisants mais plus productives et rémunératrices prennent les espaces de culture du blé noir. La production bretonne de blé noir qui représente 30% de production de céréales décline peu jusqu'au début du XXe siècle. Elle subit un véritable fléchissement après 1938 avec 15% seulement de la production de céréales, pour disparaître pratiquement en 1960. Le blé tendre, signe de richesse et réservé jusqu'alors aux jours de fête, remplace le blé noir, et modifie ainsi les habitudes alimentaires des Bretons.
En 1877, la recherche agronomique introduit la variété ‘Harpe’, issue d'une sélection massale, pour une meilleure résistance à la verse et un meilleur rendement. La ‘Harpe’ est aussi plus haute alors plus étouffante avec des grains plus gros mais moins savoureux et que la variété population dite argenté, telle la variété ‘Petit gris’ cultivée ancestralement par les paysans bretons. Le nom de cette nouvelle variété provient de la ferme de la Harpe à Rennes. En 1962, l'INRA obtient cette variété, seule variété commercialement disponible, puis abandonne toute recherche sur le blé noir pour se concentrer sur les céréales majeures,,. Le modèle d'agriculture extensive - jachères-céréales et vaine pâture - laisse sa place au modèle plus intensif et productif - céréales-fourrages et élevage bovin.

### Renaissance

Logo du club Brestois de New York, symbole d'une diaspora bretonne outre atlantique de 3000 bretons en 1901.

Dès le XXe siècle, une inversion s'opère et sa consommation augmente pour la crêperie qui se démocratise en Bretagne, outre-atlantique et dans l’Hexagone. Cette inversion est le fait d'une nostalgie de bretonnes et bretons exilés entre 1850 et 1950, vers New-York en particulier ou vers l'interieur du pays, principalement en île-de-France, ainsi que par le développement du tourisme vers la Bretagne associé à la mise en avant de spécialités régionales. 

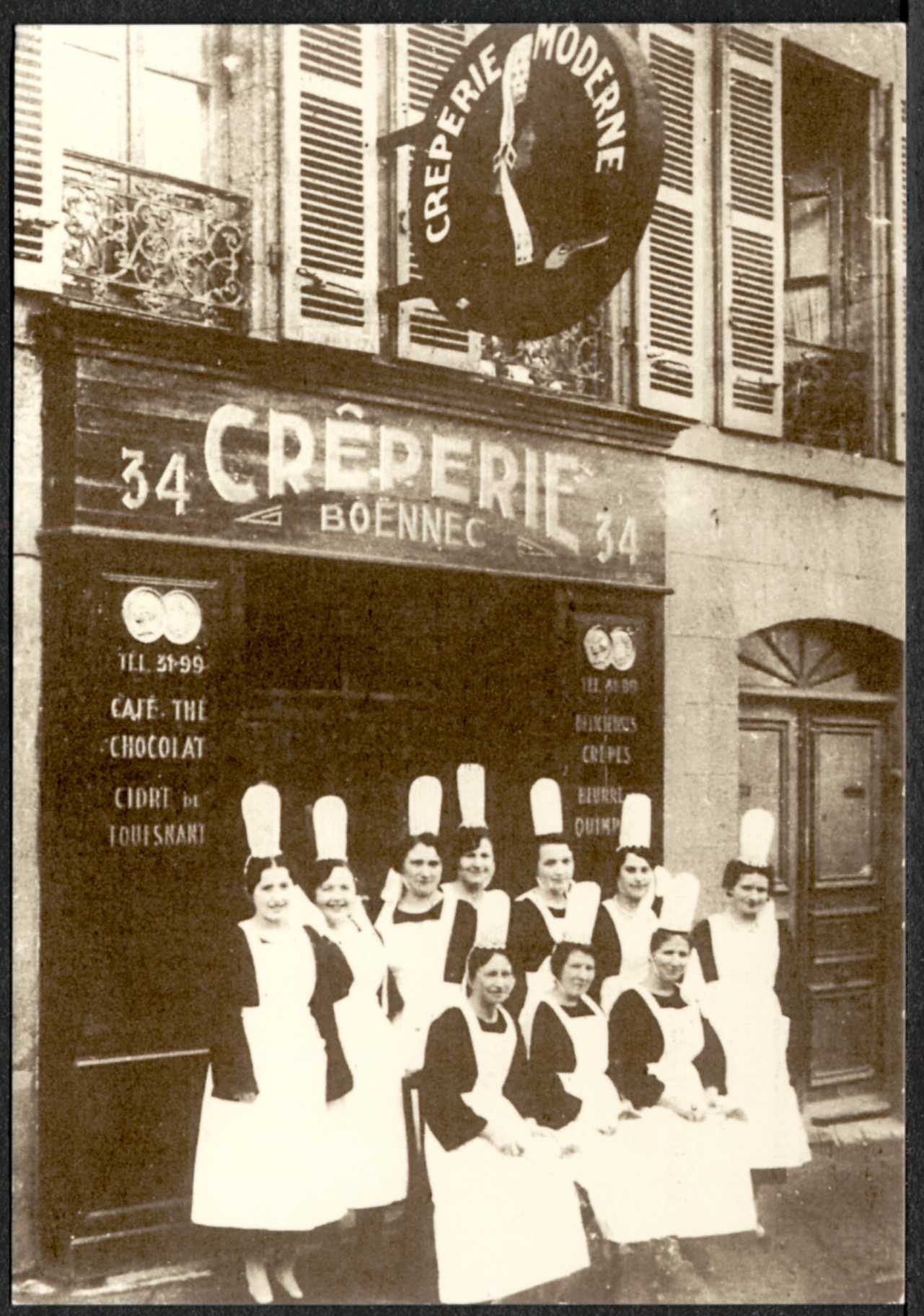
Crêperie moderne vers 1936 au centre-ville de Brest

En 1945, le développement des crêpières compactes professionnelles en fonte utilisant le gaz permet son développement et d'exporter le savoir-faire, la recette traditionnelle avec sa technologie. En 1953 nait la marque Krampouz à Pouldreuzic, qui dès 1971 adapte sa crêpière compacte professionnelle à l'électricité. Puis, en 1981, elle démocratise la crêpière compacte en fonte électrique à destination des particuliers.
En 2000, la France consomme 12 000 tonnes par an de blé noir dont 10 000 tonnes sont importées avec 2 000 tonnes produites sur le territoire. 8 000 tonnes sont alors consommées en Bretagne.
En 2018, la Bretagne produit 70 % des 10 000 tonnes de blé noir produit en France sur les 25 000 tonnes consommées par an par les français. La Bretagne consomme encore 3,5 fois plus que la moyenne française, c'est-à-dire 11 000 tonnes par an. Pour faire face à la demande croissante, en particulier des crêperies, l'importation de la différence non-produite pour sa transformation par les minoteries bretonnes permet de conserver le savoir-faire et sa transmission. L'origine d'importation du complément de 15 000 tonnes vient alors principalement de Chine, du Canada et des pays baltes. L'IGP permet de développer sa production et sa relocalisation mais l'argument financier reste un facteur limitant pour le minotier qui n'a pas les mêmes intérêts que l'agriculteur ; une tonne importée à un coût de 500 €/tonne contre 700 €/tonne pour l'IGP.
En 2020, on compte alors 4000 crêperies recensées en France dont 900 en Bretagne. En outre, un quart des 1800 restaurations traditionnelles en Bretagne proposent aussi des galettes de blé noir à leur carte.

### Regain d’intérêts
Au XXIe siècle, le blé noir, pourtant considéré comme une céréale mineure, bénéficie d'un regain d'intérêts pour l'alimentation humaine pour les consommateurs et les transformateurs,. Consommée en particulier sous forme de galettes, le blé noir est mis en avant pour ses qualités de farine sans gluten, riche en fibres alimentaire, en protéines végétales aux acides aminées de haute valeur nutritionnelle, dont la fraction la plus riche en protéine, de 20 à 30%, se trouve dans le son,. Aussi, le blé noir, à l'instar des autres céréales, possède tous les (9) acides aminés essentiels. Bien qu’ayant une proportion plus réduite en lysine, le blé noir apporte les besoins nécessaires de protéines diversifiés pouvant se complémenter alors avec du fromage, ou encore avec un légume sec afin de se diversifier des protéines animales,. En outre, la demande du consommateur est plus forte en authenticité, en produits de proximité et en qualité de produits pour la confection de produits du terroir.
Pour la restauration traditionnelle et en particulier pour la restauration rapide, la galette de blé noir devient une demande croissante. La filière se développe et se professionnalise par des formations professionnelles dédiées - Atelier Blé Noir à Brest ou EMC2 à Rennes par exemple.
Pour le boulanger, cette farine se retrouve associée au froment dans des pains typés comme la Breizhic.
Pour l'agriculteur, ce sont les aspects économiques, technologiques, environnementaux et la culture de variétés locales qui sont les principaux arguments du regain d’intérêts. Techniquement, le semis du blé noir peut s'effectuer sans nécessité de semoir traditionnel mais en semis direct sous couvert de culture dérobée avec un simple épandeur d'engrais avant la moisson de la culture précédente, créant alors un bénéficie de temps et financier important. Aussi, la culture rapide intercallée en 100 jours sans nécessité de traitement et de désherbage sur des terres déjà peu riches et un développement sans engrais pour l'amélioration de la qualité de l'eau et du sol, particulièrement en Bretagne, sont aussi des arguments moteurs.
Pour le territoire de Bretagne et plus largement pour l'État français en général, c'est une prise de conscience d'un décalage important entre consommation locale et production locale ; 70% du blé noir utilisé dans les crêperies est importé hors d'Europe, Russie et Chine majoritairement. Ce constat fait émerger de nouvelles recherches et de nouveaux élans de relocalisation avec des objectifs de production, consommation et rétribution digne aux agriculteurs ; objectifs inscrits en 2018 dans la Loi Alimentation (Egalim).

#### Recherche et développement
La recherche s'oriente depuis la fin du XIXe siècle vers les performances des céréales majeures au détriment des anciennes cultures dont le blé noir et de ses intérêts agronomiques et écosystémiques. Au XXIe siècle, le souhait de la préservation de la biodiversité végétale associé à la recherche participative est un argument et un levier de choix pour développer de nouvelles recherches.
Les variétés de blé noir pour la production de farine sont nombreuses mais ne présentent pas toutes les mêmes intérêts. Par exemple, la variété de blé noir ‘Petit Gris’, traditionnellement cultivée en Bretagne et encore utilisée par des producteurs bretons indépendants, a une qualité gustative supérieure à la variété ‘Harpe’,. En contrepartie, la variété ‘Harpe’, standardisée pour l'IGP, est plus mellifère que la variété paysanne bretonne ‘Petit Gris’, cette dernière présentant un très faible mélange avec du sarrasin de Tartarie (Fagopyrum tataricum), qui lui ne produit des fleurs sans intérêt pour les abeilles mellifères. Autre exemple, la variété ‘Harpe’ est une variété traditionnelle qui possède un grain de petite taille, de 5 mm environ, difficilement décorticable avant meulage, à la différence de variétés d'origine d'Europe de l'Est tels ‘Kora’ ou ‘Zita’ aux grains plus gros, alors plus facilement décorticable.

#### Projets de reterritorialisation
Dès 1987, une filière se structure pour une chaîne de production exclusivement bretonne de farine de blé noir, du champ à l'assiette, avec l'obtention pour l'association Blé noir tradition Bretagne d'une IGP en 2010 qui lui permet de protéger et de garantir le produit et sa traçabilité selon un cahier des charges très strict.

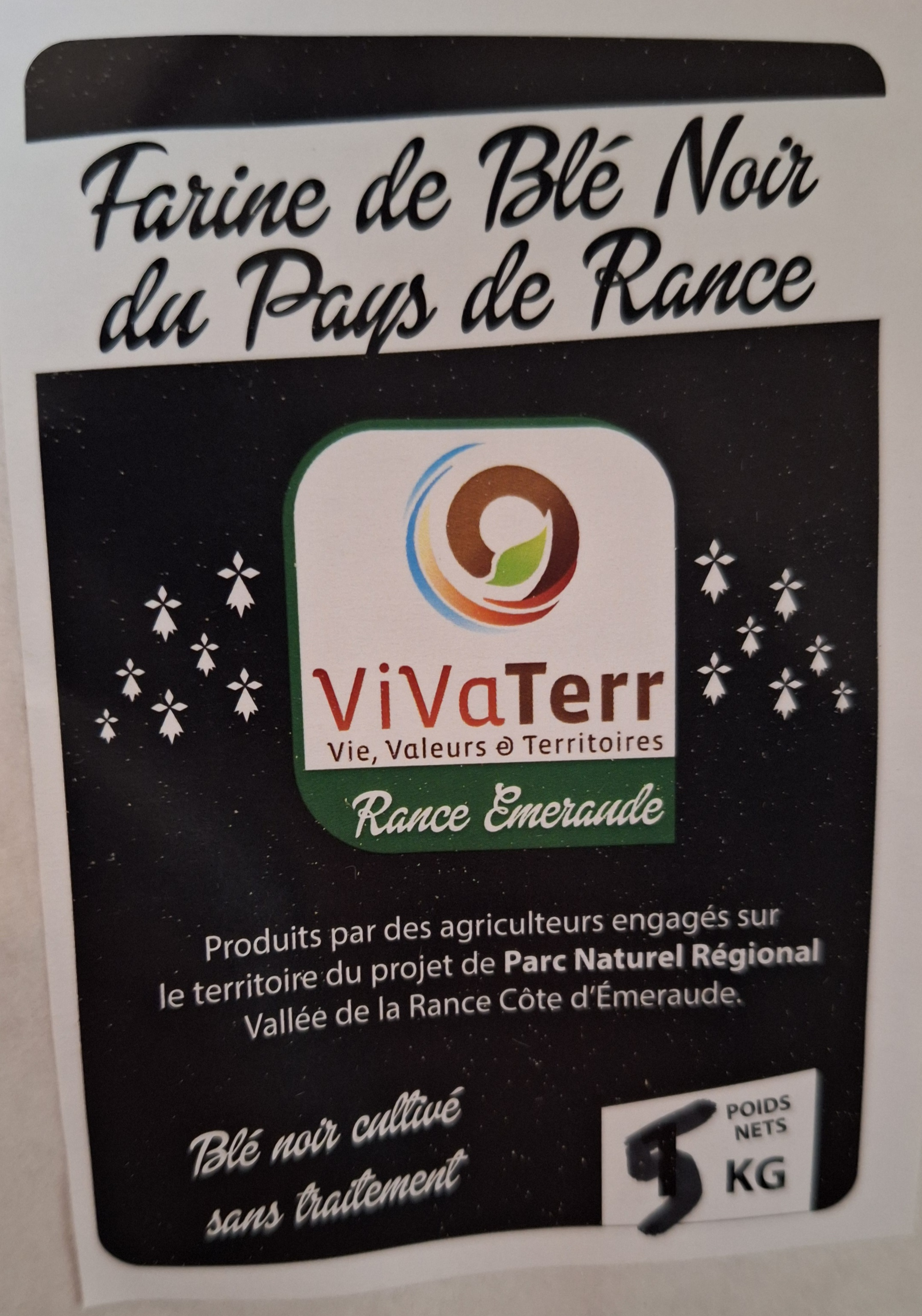
Farine de blé noir VIvaterr' issue d'une production en Val de Rance avec une variété bretonne ancestrale dite 'Petit gris'

En 2008, un projet associatif Vivaterr Rance-Émeraude émerge et initie en 2016 une filière de production de blé noir dans le Pays de Rance avec une variété dite 'Petit gris' cultivée ancestralement en Bretagne historique, avec pour objectif de répondre aux besoins locaux avec un prix d’achat garanti négocié avec les agriculteurs.
En 2013, un projet participatif nommé Sarrasin de Pays est initié avec pour objectifs d'améliorer la connaissance sur les performances agronomiques et écosystémiques du blé noir en Bretagne. Ce projet breton réunit la recherche, les agriculteurs de la filière bio, les consommateurs, les transformateurs et les réseaux de semences paysannes et d'apiculteurs. Le projet est soutenu par la Fondation de France et coordonné par l’équipe Biodiversité Cultivée et Recherche Participative de l’INRA - SAD Paysages.
En 2016, un projet plus large et toujours en Bretagne nommé Renaissance des Céréales Mineures est initié par un groupe breton composé d’agriculteurs, de meuniers, de boulangers et de chercheurs. Le projet a pour objectifs le développement la filière courte en culture biologique, de reproduction de semences paysannes et de transformation du blé noir breton ainsi que d'autres céréales mineures. Le projet est soutenu par l'INRA.

### Concurrence et bio

Le blé noir ; un candidat parfait pour le label d'agriculture biologique

La concurrence européenne voire française par la Nouvelle-Aquitaine s'intensifie et impose la réactivité d'une production bretonne labellisée. Malgré la très haute qualité du label liée à l’extrême rigueur du cahier des charges, la stratégie d'avenir pour le label IGP se tourne vers la filière bio dont la demande est en progression constante. En Bretagne, les surfaces de blé noir cultivées en agriculture biologique stagnent à 1 000 hectares/an entre 2011 et 2015, alors qu'en France elles passent de 4000 à 9 000 hectares/an durant la même période.

### Pénurie
Depuis le 24 février 2022, la guerre en Ukraine relance l'inquiétude d'une pénurie de production de blé noir breton voire français pour l'année 2023. L'augmentation des prix du colza et du blé engendrée par le manque d’exportation depuis l'Ukraine, gros fournisseur mondial, incite les agriculteurs bretons à se détourner d'une production de blé noir au profit d'autres cultures plus rémunératrices.

## Exigences du label européen IGP

### Aire géographique

Carte d'époque du duché de Bretagne.

Toute la chaîne de production du grain de blé noir jusqu'à la production de farine, y compris le stockage, le triage et le séchage est effectuée en Bretagne historique ; ce qui correspond à l'ancienne province de Bretagne d'avant la Révolution française. Cette aire de production exclusive de l'indication géographique protégée comprend les Côtes-d’Armor, le Finistère, l'Ille-et-Vilaine, la Loire-Atlantique et le Morbihan ainsi que 2 cantons du Maine-et-Loire et 1 canton de Mayenne limitrophes.

### Semences

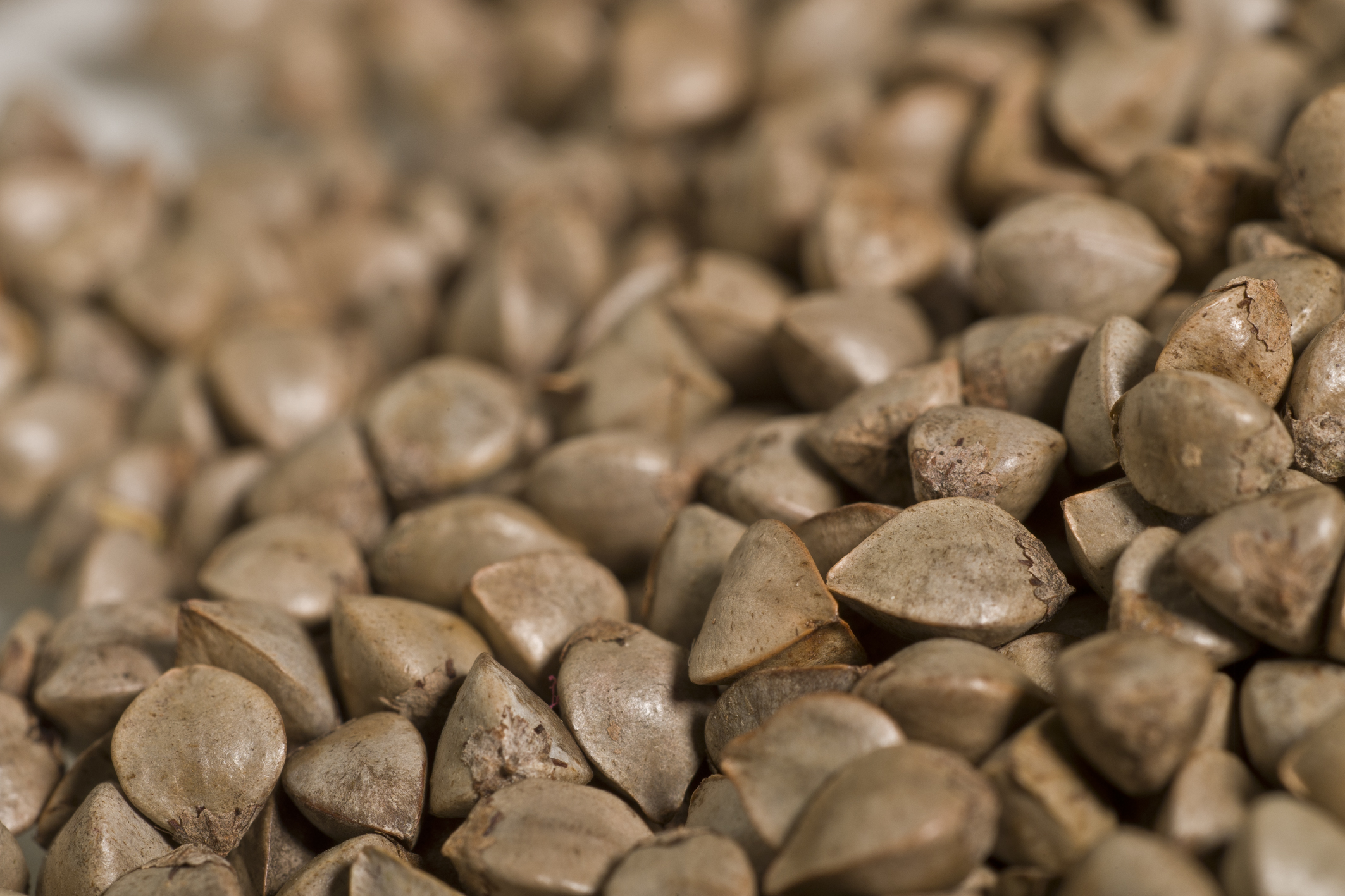
Graine de Sarrasin commun de variété ‘Harpe’

Pour obtenir une farine de blé noir de Bretagne labellisée, l'utilisation de semences de type argenté, du genre Sarrasin commun Fagopyrum esculentum de variétés ‘Harpe’ ou ‘Tetra Harpe’ est obligatoire,.

### Traitement
Avant le semis du blé noir, la pratique du faux semis réduit la concurrence des adventices. Ensuite, la végétation vigoureuse du blé noir étouffe un éventuel départ de cette concurrence. Aucun traitement herbicide préventif n'est alors nécessaire ni l'utilisation de produit phytosanitaire pendant la culture. Ces trois pratiques culturales - faux semis imposé, pas d'herbicide ni pesticides - obligatoires dans le cadre de l'IGP en font un candidat parfait pour l'obtention du label d'agriculture biologique. L’agriculture biologique y voit certes l’intérêt du développement de la filière pour la production du grain mais aussi pour ses bienfaits dans la rotation des cultures. En outre, ses capacités à assimiler les toxines présentes dans le sol en font un allié supplémentaire pour le maintien de la qualité des sols. Aussi, le blé noir produit sur des sols acides (pH<6,5), comme traditionnellement en Bretagne, écarte le risque de retrouver des fragments de Datura stramonium.

### Engrais et amendements
Autre bénéfice de cette plante à tout faire, qui peut offrir une récolte très convenable sur un sol pauvre ; le blé noir est une plante peu nécessiteuse en fertilisants, en particulier d'engrais et se contente d'un reliquat azoté déjà présent sur la parcelle. Aussi, un excès d'azote augmente certes la partie végétative mais réduit le rendement en grain. Le cahier des charges IGP limite l'apport à 100 kg d'azote par hectare, reliquat compris. En comparaison, la limite pour les cultures de céréales est en général fixée à 170 kg d'azote par hectare en zone vulnérable comme la Bretagne.